# Раваби
Раваби (араб. روابي‎, «холмы») — первый запланированный палестинский город на Западном берегу. Находится рядом с Бирзаитом и Рамаллой. Он запланирован как город высоких технологий и рассчитан на 6 000 жилых единиц, в которых будут проживать от 25 до 40 тысяч человек.
Проект подвергался критике как некоторыми палестинскими организациями (Palestinian National BDS Committee) — за «нормализацию» оккупации, так и некоторыми организациями израильских поселенцев, которые утверждают, что город может стать базой террористов.
Строительство началось в 2010 году. Разработчиком и инвестором проекта стал американо- палестинский миллиардер Башар Аль-Масри, участие в проекте принял Катар.
К 2014 году было построено и продано 650 квартир, рассчитанных на 3 000 человек. Однако, квартиры остались незаселенными из-за провалов на переговорах с израильской стороной по поводу обеспечения города водой. В течение нескольких лет Раваби является городом-призраком. В марте 2015 года Башар Аль-Масри заявил, что Израиль подключит город к израильской сети водоснабжения.
В августе 2015 года первые жильцы начали переселяться в свои квартиры в городе.
В 2017 году в город переселились 3000 человек.